# Udea
Udea és un gènere d'arnes de la família Crambidae. El gènere va ser descrit per primera vegada per Achille Guenée el 1845. Les 214 espècies actualment conegudes estan presents en tots els continents, excepte l'Antàrtida. Prop de 41 espècies són originàries de Hawaii.

## Taxonomia
- Udea absolutalis (Dyar, 1913)
- Udea abstrusa Munroe, 1966
- Udea accolalis (Zeller, 1867)
- Udea adversa (Philpott, 1917)
- Udea aenigmatica (Heinrich, 1931)
- Udea affinialis (Zerny, 1914)
- Udea afghanalis (Amsel, 1970)
- Udea aksualis (Caradja, 1928)
- Udea alaskalis (Gibson, 1920)
- Udea albipunctalis Dognin, 1905
- Udea alpinalis (Denis & Schiffermüller, 1775)
- Udea albostriata Zhang & Li, 2016
- Udea amitina (Butler, 1883)
- Udea angustalis (Dognin, 1905)
- Udea annectans Munroe, 1974
- Udea antipodea (Salmon in Salmon & Bradley, 1956)
- Udea ardekanalis Amsel, 1961
- Udea argoscelis (Meyrick, 1888)
- Udea asychanalis (Druce, 1899)
- Udea auratalis (Warren, 1895)
- Udea aurora (Butler, 1881)
- Udea austriacalis (Herrich-Schäffer, 1851)
- Udea autoclesalis (Walker, 1859)
- Udea azorensis Meyer, Nuss & Speidel, 1997
- Udea berberalis (Barnes & McDunnough, 1918)
- Udea beringialis Munroe, 1966
- Udea binoculalis (Hampson, 1904)
- Udea bipunctalis (Herrich-Schäffer, 1848)
- Udea bourgognealis Leraut, 1996
- Udea brevipalpis Munroe, 1966
- Udea brontias (Meyrick, 1899)
- Udea bryochloris (Meyrick, 1899)
- Udea cacuminicola Munroe, 1966)
- Udea caliginosalis (Ragonot, 1894)
- Udea calliastra (Meyrick, 1899)
- Udea caminopis (Meyrick, 1899)
- Udea capsifera (Meyrick, 1933)
- Udea carniolica Huemer & Tarmann, 1989
- Udea cataphaea (Meyrick, 1899)
- Udea chalcophanes (Meyrick, 1899)
- Udea chloropis (Meyrick, 1899)
- Udea chytropa (Meyrick, 1899)
- Udea cinerea (Butler, 1883)
- Udea confinalis (Lederer, 1858)
- Udea conisalias (Meyrick, 1899)
- Udea constricta (Butler, 1882)
- Udea conubialis Yamanaka, 1972
- Udea coranialis Munroe, 1967
- Udea costalis (Eversmann, 1852)
- Udea costiplaga (Dognin, 1913)
- Udea crambialis (Druce, 1899)
- Udea cretacea (Filipjev, 1925)
- Udea curvata Zhang & Li, 2016
- Udea cyanalis (La Harpe, 1855)
- Udea daiclesalis (Walker, 1859)
- Udea decoripennis Munroe, 1967
- Udea decrepitalis (Herrich-Schäffer, 1848)
- Udea defectalis (Sauber, 1899)
- Udea delineatalis (Walker in Melliss, 1875)
- Udea derasa Munroe, 1966
- Udea despecta (Butler, 1877)
- Udea detersalis (Walker, 1866)
- Udea diopsalis (Hampson, 1913)
- Udea dracontias (Meyrick, 1899)
- Udea dryadopa (Meyrick, 1899)
- Udea elutalis (Denis & Schiffermüller, 1775)
- Udea endopyra (Meyrick, 1899)
- Udea endotrichialis (Hampson, 1918)
- Udea ennychioides (Butler, 1881)
- Udea ephippias (Meyrick, 1899)
- Udea epicoena (Meyrick, 1937)
- Udea eucrena (Meyrick, 1888)
- Udea exalbalis (Caradja, 1916)
- Udea exigualis (Wileman, 1911)
- Udea ferrealis (Hampson, 1900)
- Udea ferrugalis (Hübner, 1796)
- Udea fimbriatralis (Duponchel, 1833)
- Udea flavidalis (Doubleday, 1843)
- Udea flavofimbriata (Moore, 1888)
- Udea fulcrialis (Sauber, 1899)
- Udea fulvalis (Hübner, 1809)
- Udea fumipennis (Warren, 1892)
- Udea fusculalis (Hampson, 1899)
- Udea gigantalis Dognin, 1912
- Udea grisealis Inoue, Yamanaka & Sasaki, 2008
- Udea hageni Viette, 1952
- Udea hamalis (Thunberg, 1792)
- Udea helioxantha (Meyrick, 1899)
- Udea helviusalis (Walker, 1859)
- Udea heterodoxa (Meyrick, 1899)
- Udea hyalistis (Lower, 1902)
- Udea ialis (Walker, 1859)
- Udea ichinosawana (Matsumura, 1925)
- Udea illineatalis (Dognin, 1904)
- Udea incertalis (Caradja in Caradja & Meyrick, 1937)
- Udea indistincta (Butler, 1883)
- Udea indistinctalis Warren, 1892
- Udea inferioralis (Walker, 1866)
- Udea infuscalis Zeller, 1852
- Udea inhospitalis Warren, 1892
- Udea inquinatalis (Lienig & Zeller, 1846)
- Udea institalis (Hübner, 1819)
- Udea intermedia Inoue, Yamanaka & Sasaki, 2008
- Udea itysalis (Walker, 1859)
- Udea karagaialis (Caradja, 1916)
- Udea khorassanalis (Amsel, 1950)
- Udea kusnezovi Sinev, 2008
- Udea lagunalis (Schaus, 1913)
- Udea lampadias (Meyrick, 1904)
- Udea languidalis (Eversmann, 1842)
- Udea latipennalis (Caradja, 1928)
- Udea lenta (Meyrick, 1936)
- Udea lerautalis Tautel, 2014
- Udea liopis (Meyrick, 1899)
- Udea litorea (Butler, 1883)
- Udea livida Munroe, 1966
- Udea lugubralis (Leech, 1889)
- Udea lutealis (Hübner, 1809)
- Udea maderensis (Bethune-Baker, 1894)
- Udea mandronalis (Walker, 1859)
- Udea marmarina (Meyrick, 1884)
- Udea mechedalis (Amsel, 1950)
- Udea melanephra (Hampson, 1913)
- Udea melanopis (Meyrick, 1899)
- Udea melanosticta (Butler, 1883)
- Udea melanostictalis (Hampson in Poulton, 1916)
- Udea metasema (Meyrick, 1899)
- Udea micacea (Butler, 1881)
- Udea minnehaha (Pryer, 1877)
- Udea montanalis (Schaus, 1912)
- Udea montensis Mutuura, 1954
- Udea monticolens (Butler, 1882)
- Udea murinalis (Fischer von Röslerstamm, 1842)
- Udea nea (Strand, 1918)
- Udea nebulalis (Hübner, 1796)
- Udea nebulatalis Inoue, Yamanaka & Sasaki, 2008
- Udea nigrescens (Butler, 1881)
- Udea nigripunctata Warren, 1892
- Udea nigrostigmalis Warren, 1896
- Udea nomophilodes (Hampson, 1913)
- Udea nordeggensis (McDunnough, 1929)
- Udea nordmani (Rebel, 1935)
- Udea notata (Butler, 1879)
- Udea numeralis (Hübner, 1796)
- Udea ochreocapitalis (Ragonot, 1894)
- Udea ochropera (Hampson, 1913)
- Udea octosignalis (Hulst, 1886)
- Udea olivalis (Denis & Schiffermüller, 1775)
- Udea ommatias (Meyrick, 1899)
- Udea orbicentralis (Christoph, 1881)
- Udea pachygramma (Meyrick, 1899)
- Udea paghmanalis (Amsel, 1970)
- Udea pantheropa (Meyrick, 1884)
- Udea phaealis (Hampson, 1899)
- Udea phaethontia (Meyrick, 1899)
- Udea phyllostegia (Swezey, 1946)
- Udea planalis (South in Leech & South, 1901)
- Udea platyleuca (Meyrick, 1899)
- Udea poasalis (Schaus, 1912)
- Udea poliostolalis (Hampson, 1918)
- Udea praefulvalis (Amsel, 1970)
- Udea praepetalis (Lederer, 1869)
- Udea profundalis (Packard, 1873)
- Udea proximalis Inoue, Yamanaka & Sasaki, 2008
- Udea prunalis (Denis & Schiffermüller, 1775)
- Udea pseudocrocealis (South in Leech & South, 1901)
- Udea psychropa (Meyrick, 1899)
- Udea punoalis Munroe, 1967
- Udea pyranthes (Meyrick, 1899)
- Udea pyraustiformis (Toll, 1948)
- Udea radiosalis (Möschler, 1883)
- Udea ragonotii (Butler, 1883)
- Udea renalis Moore, 1888
- Udea rhododendronalis (Duponchel, 1834)
- Udea rubigalis (Guenée, 1854)
- Udea ruckdescheli Mally, Segerer & Nuss, 2016
- Udea russispersalis (Zerny, 1914)
- Udea rusticalis (Barnes & McDunnough, 1914)
- Udea sabulosalis Warren, 1892
- Udea saxifragae (McDunnough, 1935)
- Udea schaeferi (Caradja in Caradja & Meyrick, 1937)
- Udea scoparialis (Hampson, 1899)
- Udea scorialis (Zeller, 1847)
- Udea secernalis (Möschler, 1890)
- Udea secticostalis (Hampson, 1913)
- Udea sheppardi (McDunnough, 1929)
- Udea simplicella (La Harpe, 1861)
- Udea sobrinalis (Guenée, 1854)
- Udea soratalis Munroe, 1967
- Udea stationalis Yamanaka, 1988
- Udea stellata (Butler, 1883)
- Udea stigmatalis (Wileman, 1911)
- Udea subplanalis (Caradja in Caradja & Meyrick, 1937)
- Udea suisharyonensis (Strand, 1918)
- Udea suralis (Schaus, 1933)
- Udea swezeyi (Zimmerman, 1951)
- Udea tachdirtalis (Zerny, 1935)
- Udea tenoalis Munroe, 1974
- Udea testacea (Butler, 1879)
- Udea tetragramma (J. F. G. Clarke, 1965)
- Udea thermantis (Meyrick, 1899)
- Udea thermantoidis (Swezey, 1913)
- Udea thyalis (Walker, 1859)
- Udea torvalis (Möschler, 1864)
- Udea tritalis (Christoph, 1881)
- Udea turmalis (Grote, 1881)
- Udea uliginosalis (Stephens, 1834)
- Udea umbriferalis (Hampson, 1918)
- Udea uralica Slamka, 2013
- Udea vacunalis (Grote, 1881)
- Udea vastalis (Christoph in Romanoff, 1887)
- Udea violae (Swezey, 1933)
- Udea viridalis (Dognin, 1904)
- Udea washingtonalis (Grote, 1882)
- Udea zernyi (Klima in Zerny, 1940)

## Espècies antigues
- Udea catilualis (Hampson, 1900)
- Udea conquisitalis (Guenee, 1848)
- Udea illutalis (Guenée, 1854)
- Udea pauperalis (Staudinger, 1879)
- Udea perfervidalis (Hampson, 1900)
- Udea punctiferalis (South in Leech & South, 1901)
- Udea sviridovi Bolshakov, 2002
- Udea thoonalis (Walker, 1859)